# Kirche Hl. Erzengel Michael und Gabriel (Banatsko Aranđelovo)
Die Kirche Hl. Erzengel Michael und Gabriel (serbisch: Црква Св. Архангела Михаила и Гаврила, Crkva Sv. Arhangela Mihaila i Gavrila) im Dorf Banatsko Aranđelovo ist eine serbisch-orthodoxe Kirche in der nordserbischen Provinz Vojvodina.
Das von 1817 bis 1827 erbaute Gotteshaus steht unter dem Patronat der Hl. Erzengel Michael und Gabriel. Die Pfarrkirche der Pfarrei Banatsko Aranđelovo gehört zum Dekanat Novi Kneževac der Eparchie Banat der Serbisch-orthodoxen Kirche. Die Kirche gehört zu den Kulturdenkmälern Serbiens.

## Lage

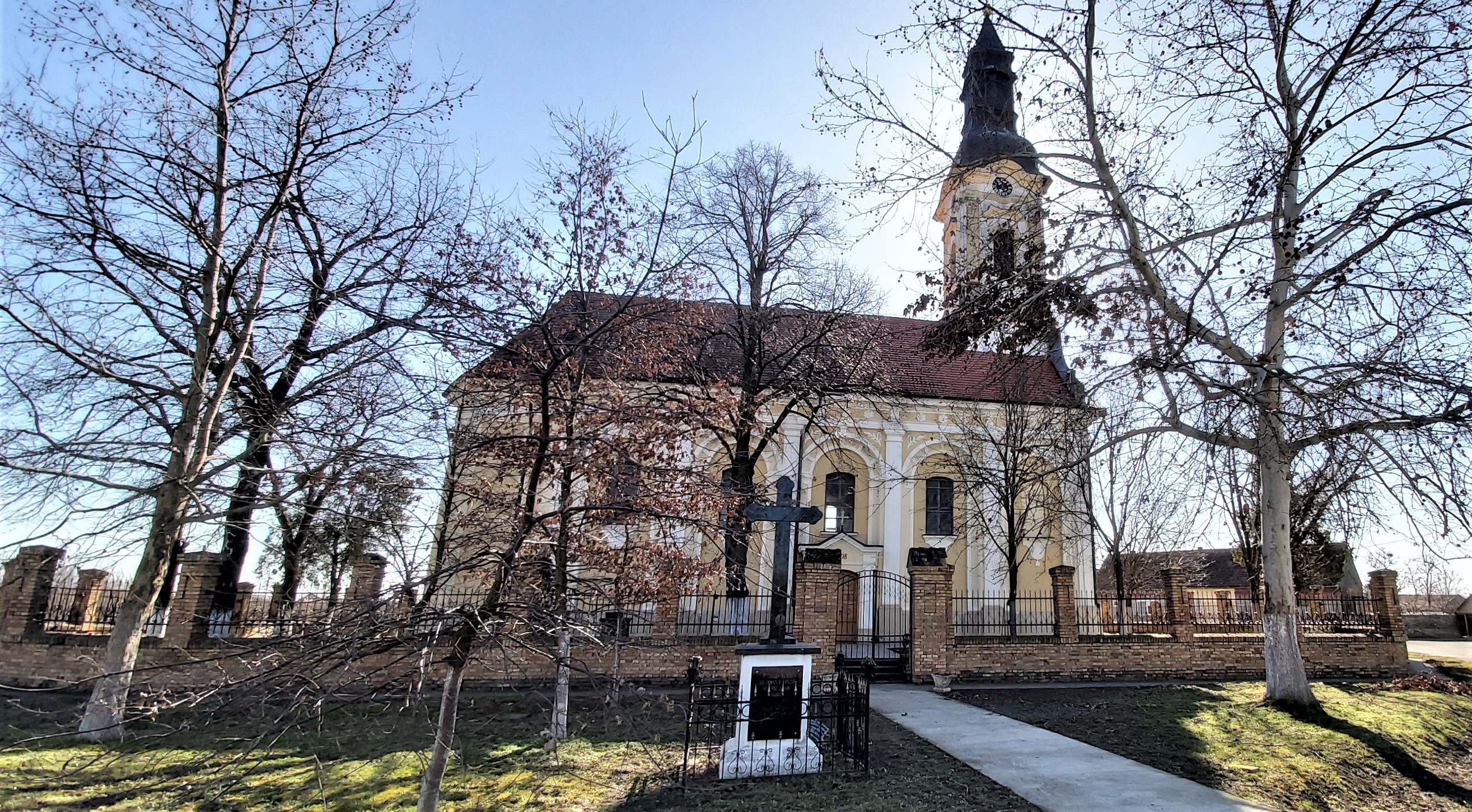
Nordfassade der Kirche mit Wegekreuz

Die Kirche steht im relativen Dorfzentrum von Banatsko Aranđelovo, einem Dorf in der Opština Novi Kneževac, im nördlichen Teil des serbischen Banats, nicht weit von der Grenze zum östlichen Nachbarland Rumänien entfernt.
Sie steht im umzäunten Kirchhof in der Mitte des Kreisverkehrs, an dem sich die zwei Straßen Ulica Vuka Karadžića und Ulica Žarka Zrenjanina kreuzen. Die genaue Adresse der Kirche lautet Ulica Vuka Karadžića Nr. 85.
Bei dem Nordeingangstor zum Kirchhof steht ein orthodoxes Wegekreuz. In der Nähe der Kirche steht auch das Pfarrhaus. Im Dorf existiert zudem ein Serbisch-orthodoxer Dorffriedhof mitsamt kleiner Kapelle.
Im Dorf steht auch die römisch-katholische Kirche zur Heiligen Familie.

## Geschichte

### Vorgeschichte

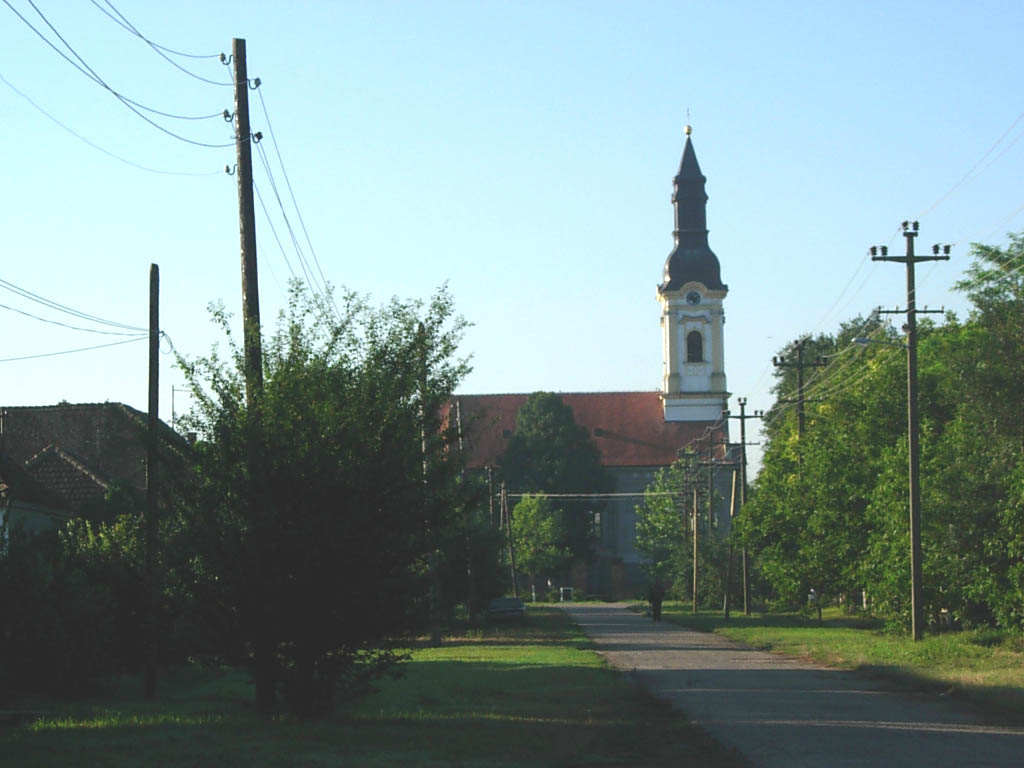
Seitenansicht der Erzengelkirche

In unmittelbarer Nähe des Dorfes stehen heute die Reste eines serbisch-orthodoxen Klosters, das zu Ehren des Hl. Großmärtyrers Georg geweiht war und aus dem 11. Jahrhundert stammte. Dieses Kloster wurde von den Tataren im 13. Jahrhundert zerstört.
1748 stellten die Bewohner des alten Dorfes einen Antrag an den österreichisch-ungarischen General und Gouverneur des Banats, Graf Perlaz, mit der Bitte, ihnen zu genehmigen, vom damaligen Dorfstandort, dem äußersten Rande der Široka Bara, eines alten Nebenarms des Flusses Theiß, 3–4 km nach Süden zu ziehen. Nachdem sie die Genehmigung erhalten hatten, verließen sie langsam die alte Siedlung und bauten eine neue, der sie wieder den alten Namen gaben und die damals 82 Familien zählte.
Die Verlegung der Siedlung an einen neuen Standort dauerte bis 1761. Vor der heutigen Kirche stand im Dorf eine alte Holzkirche erbaut im Jahre 1763. 1797 dienten im Dorf die zwei Priester Petar Nikolić und Pavle Popović und der junge Diakon Petar Miladinović.

### Heutige Kirche
1817 wurde die alte kleine Holzkirche abgerissen und man begann mit dem Bau der heutigen neuen großen Kirche aus festem Material (Ziegel). Nach zehnjähriger Bauzeit war die Kirche 1827 fertiggestellt. Und am 26. Juli 1827 am Feiertag des Hl. Erzengel Gabriel wurde das Gotteshaus feierlich eingeweiht.
Die Kirche wurde durch die freiwilligen Spenden und Beiträge der Gläubigen und mit der Hilfe der Gemeindeverwaltung erbaut, die Gemeindeverwaltung hatte die Dorfweide für 30 Jahre verpachtet und die aus der Verpachtung erhaltenen Mittel für den Kirchenbau verwendet.
Die Ikonen der prächtigen reich geschnitzten Ikonostase wurde 1839 gemalt. Der bekannte Maler Nikola Aleksić malte die Ikonen mit Ölfarben auf Holzgrund. Auch malte er die Wandfresken im Kircheninneren. 1908 übermalte der bekannte Maler Stevan Aleksić (der Enkel von Nikola Aleksić) die Wandmalereien und Ikonen.
Der etwa 36 m hohe Kirchturm mitsamt drei Kirchenglocken wurde nachträglich im Jahre 1857 erbaut. Bis 1908 war der Kirchhof durch Stacheldraht eingezäunt worden, dieser wurde durch einen Holzzaun ersetzt, der die nächsten 25 Jahre stand, bis der Kirchhof 1933 mit einem Metallzaun mitsamt Eingangstoren an der Süd- und Nordseite eingezäunt wurde.
Die Kirche und das Pfarrhaus wurden von 1984 bis 1986 renoviert. Das älteste Kirchenbuch stammt aus dem Jahr 1779.

## Architektur

### Kirchenäußeres
Die Kirche wurde mit den stilistischen Merkmalen des Klassizismus erbaut. Sie ist ein einschiffiger Kirchenbau mit Längsgrundriss und harmonischen Proportionen, mit einem Narthex im Westen, über dem sich der hohe Kirchturm  mitsamt mehrgeschossiger Zwiebelturmkappe erhebt, dem Naos mit einem halbkreisförmigen Gewölbe und einem geräumigen Altarraum im Osten, der innen halbkreisförmig und außen polygonal ist. Die aus Ziegeln erbaute Kirche ist verputzt und die Außenfassade bemalt. Das Satteldach ist ebenfalls mit Dachziegeln bedeckt.
Die Außendekoration ist recht einfach gehalten. Die Westfassade wird vom hohen Kirchturm mit der erhöhten mehrgeschossigen Blechkappe dominiert, der durch leicht geschwungene Giebel mit dem Kirchenschiff verbunden ist. Die leicht geschwungenen Giebel sind mit bescheidenen Akroterien gekennzeichnet, und in der Mitte der Westfassade erhebt sich der hohe Kirchturm. Auf jeder Seite befindet sich ein halbkreisförmiges Fenster mit Jalousien, und unter dem vielprofilierten Dachgesims des Kirchturms sind auf allen vier Seiten Uhren angebracht.
Der zentrale Teil der Westfassade hat einen flachen Vorsprung, der durch zwei Paare toskanischer Pilaster gekennzeichnet ist, über denen sich ein dreieckiges Tympanon erhebt. Über dem Westeingang befindet sich ein halbkreisförmiges Bogenfenster.
An den Seitenfassaden wiederholen sich die eleganten toskanischen Pilaster, die ebenfalls den Haupteingang an der Westfassade betonen, dort befinden sich vier Fenster mit segmentiertem Abschluss, die in mehreren profilierten Nischen angeordnet sind, die von einem Kassettenbogen überragt und durch toskanische Pilaster getrennt werden.
In der Mitte der Ostfassade befindet sich ein Fenster, ebenfalls mit Segmentbogen.
Eingänge in die Kirche befinden sich an der West-, Süd- und Nordseite. 1908 wurden der Nord- und Südeingang mit kleinen Vorbauten bestehend aus toskanischen Pilastern und dreieckigen Giebeln hervorgehoben.
Über dem Triglyphenfries und den floralen Motiven in den Metopenfeldern endet ein leicht profiliertes Attikakranzgesims, das auf den Halbkapitellen der Pilaster ruht. Das einzige dekorative Element erscheint in Form von flachen, geradlinigen Profilen in den Archivolten der Seitennischen und an den Seiteneingängen.
Die Erzengelkirche in Banatsko Aranđelovo gehört mit ihren monumentalen Ausmaßen und gleichzeitig harmonischer und einfacher Architektur zu den typischen Beispielen der Kirchenarchitektur der ersten Hälfte des 19. Jahrhunderts in der Vojvodina, die vom Stile des Klassizismus geprägt ist.

### Kircheninnenraum
Der Innenraum ist mit akzentuierten Pilastern in vier Schiffe gegliedert.
In der Kirche befindet sich eine hochklassizistische Ikonostase. Die Ikonen wurden 1839 von Nikola Aleksić gemalt. Die Ikonostase enthält 58 Ikonen, die in vier Zonen angeordnet sind. Die Ikonen sind in Öl auf Holzgrund gemalt.
Auf dem Gottesmutterthron befinden sich zwei Ikonen, einmal die Ikone der allerheiligsten Gottesmutter auf dem Thron und zweitens die Ikone der Flucht nach Ägypten, und auf dem Bischofsthron befindet sich die Ikone des hl. Nikolaus von Myra.
Auf den Gewölben befinden sich die Wandmalereien (Wandfresken) aus dem Jahr 1908, Werke von Stevan Aleksić, aber es ist sehr wahrscheinlich, dass sich unter diesen noch die Originalwandmalereien von Nikola Aleksić befinden. Die Wandmalereien an den Seitenwänden, die mit der Zeit restauriert wurden, haben mehr an Originalität bewahrt.
Auf dem Gewölbe über dem Altar ist mit einer Wandfreske der Savaot in Herrlichkeit dargestellt. Im zweiten Schiff sind die Hl. Evangelisten und im Mittelschiff die Hl. Dreifaltigkeit dargestellt.
Im dritten Schiff war Christus dargestellt, der die fünf Brote und zwei Fische segnete und die Auferstehung des hl. Lazarus, und im vierten Schiff waren Lot und seine Töchter dargestellt. 1986/87 wurden durch die Renovierung des Kircheninneren ohne professionelle Aufsicht die Wandfresken im dritten und vierten Seitenschiff übermalt.
An der Nordwand der Kirche wurden folgende zwei Szenen gemalt: die Rückkehr Jakobs und die Steinigung des hl. Stefan. An der Südwand befinden sich folgende Szenen: Das Opfer Abrahams und Christi rettet die hl. Apostel auf See. Auf dem Balkon des Chores werden präsentiert: Christus und die hl. Maria Magdalena und die Erscheinung Christi an Nikodemus.